# Kadashman-Enlil I
Kadashman-Enlil I (1374-1360 a. C.) (cronología corta), fue rey de Babilonia, Khana, País del Mar y parte de Akkad. Posiblemente fue el 18º rey de la dinastía. Sucedió a Kurigalzu I, que era su padre o su hermano.
Se conservan cinco cartas de Amarna, en tablillas cuneiformes, de correspondencia entre Kadashman-Enlil I y Amenhotep III, relativas a posibles enlaces matrimoniales entre las casas de ambos soberanos.

Le sucedió su hijo, Burna-Buriash II, como atestigua una inscripción sobre un bloque irregular de lapislázuli, hallada en Nippur, y conservada en el Museo arqueológico de Estambul.